# Vattenskorpioner
Vattenskorpioner (Nepidae) är en familj av insekter. Enligt Catalogue of Life ingår vattenskorpioner i överfamiljen Nepoidea, ordningen halvvingar, klassen egentliga insekter, fylumet leddjur och riket djur, men enligt Dyntaxa är tillhörigheten istället ordningen halvvingar, klassen egentliga insekter, fylumet leddjur och riket djur. 

## Egenskaper
Vattenskorpioner är vattenskinnbaggar med frambenen ombildade till kraftiga griporgan och ett långt andningsrör i bakkroppsspetsen. De är rovdjur som trögt kryper omkring på grunt vatten eller bland vattenväxter.

## Förekomst
I Sverige är den breda, platta, utan andningsröret ca 22 mm långa egentliga vattenskorpionen eller klodyveln (Nepa cinerea) allmän, medan den långsmala, utan rör ca 40 mm långa stavliknande vattenskopionen (Ranatra linearis) förekommer sällsynt i de södra delarna av landet.
Enligt Catalogue of Life omfattar familjen Nepidae 15 arter. 
Kladogram enligt Catalogue of Life och Dyntaxa:
| vattenskorpioner | \| \| Curicta \| \| \| \| \| \| Nepa \| \| \| \| \| \| Ranatra \| \| \| \| |
|                  | \| \| Curicta \| \| \| \| \| \| Nepa \| \| \| \| \| \| Ranatra \| \| \| \| |
|                  | Belostomatidae                                                             |
|                  |                                                                            |
|                  | Curicta                                                                    |
|                  |                                                                            |
|                  | Nepa                                                                       |
|                  |                                                                            |
|                  | Ranatra                                                                    |
|                  |                                                                            |

|  | Curicta |
|  |         |
|  | Nepa    |
|  |         |
|  | Ranatra |
|  |         |

## Bildgalleri

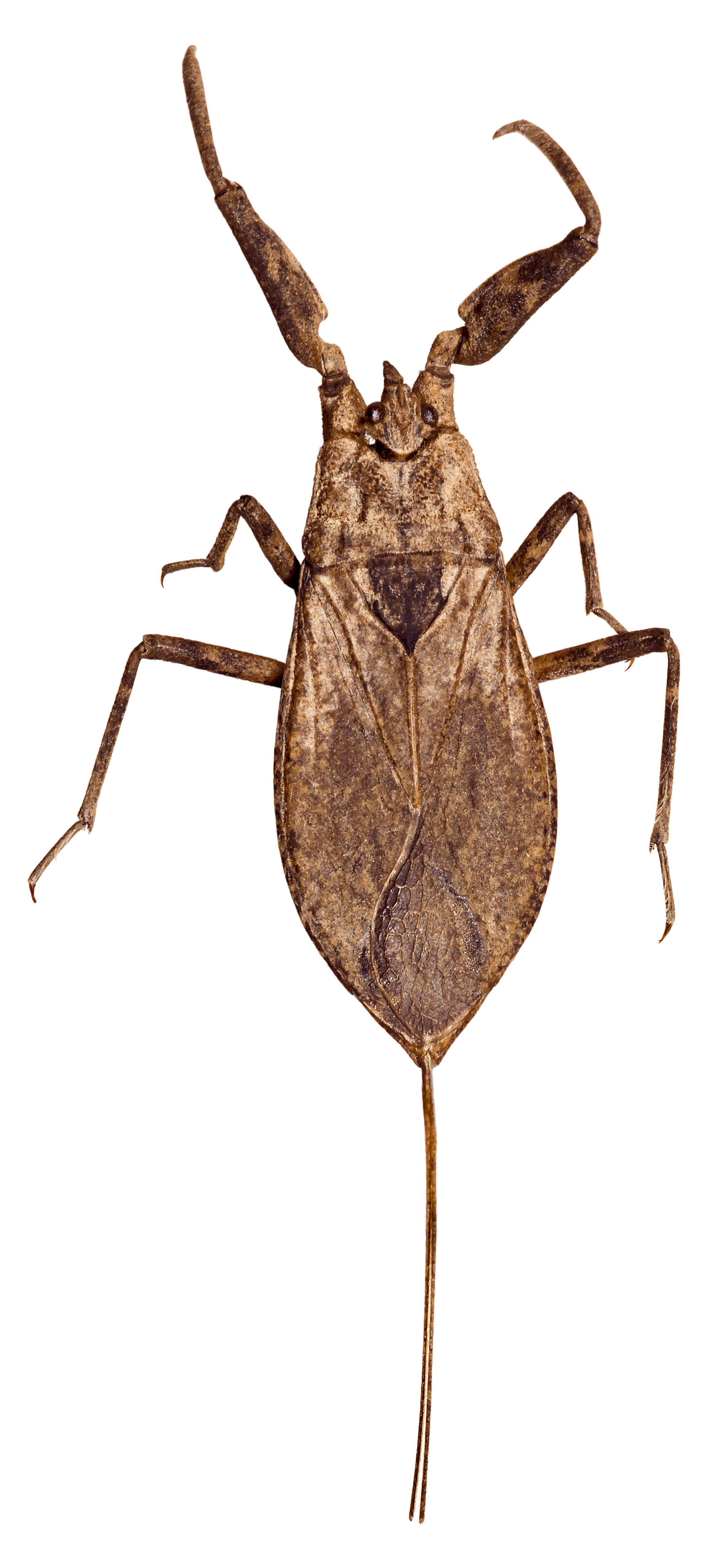
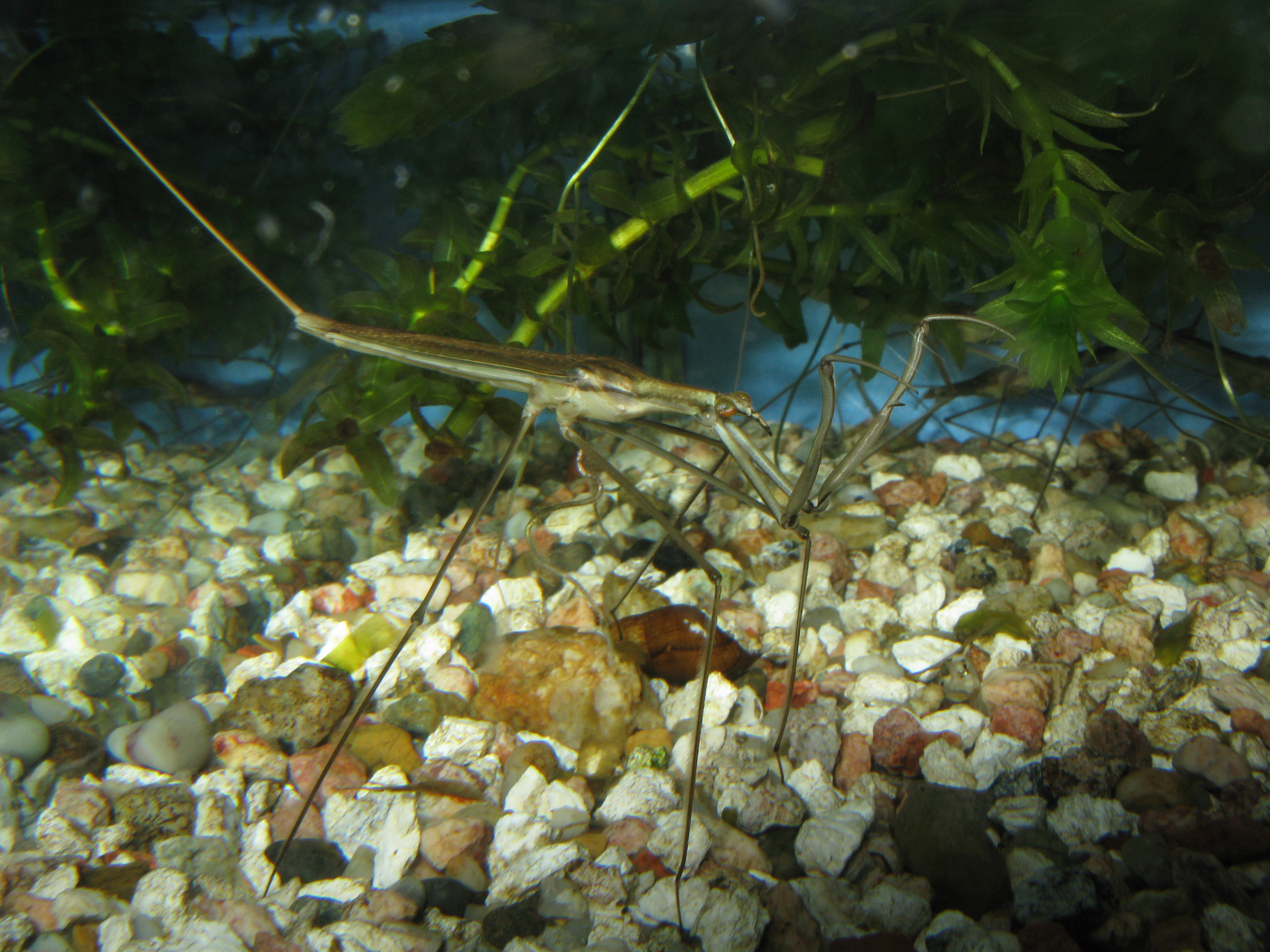
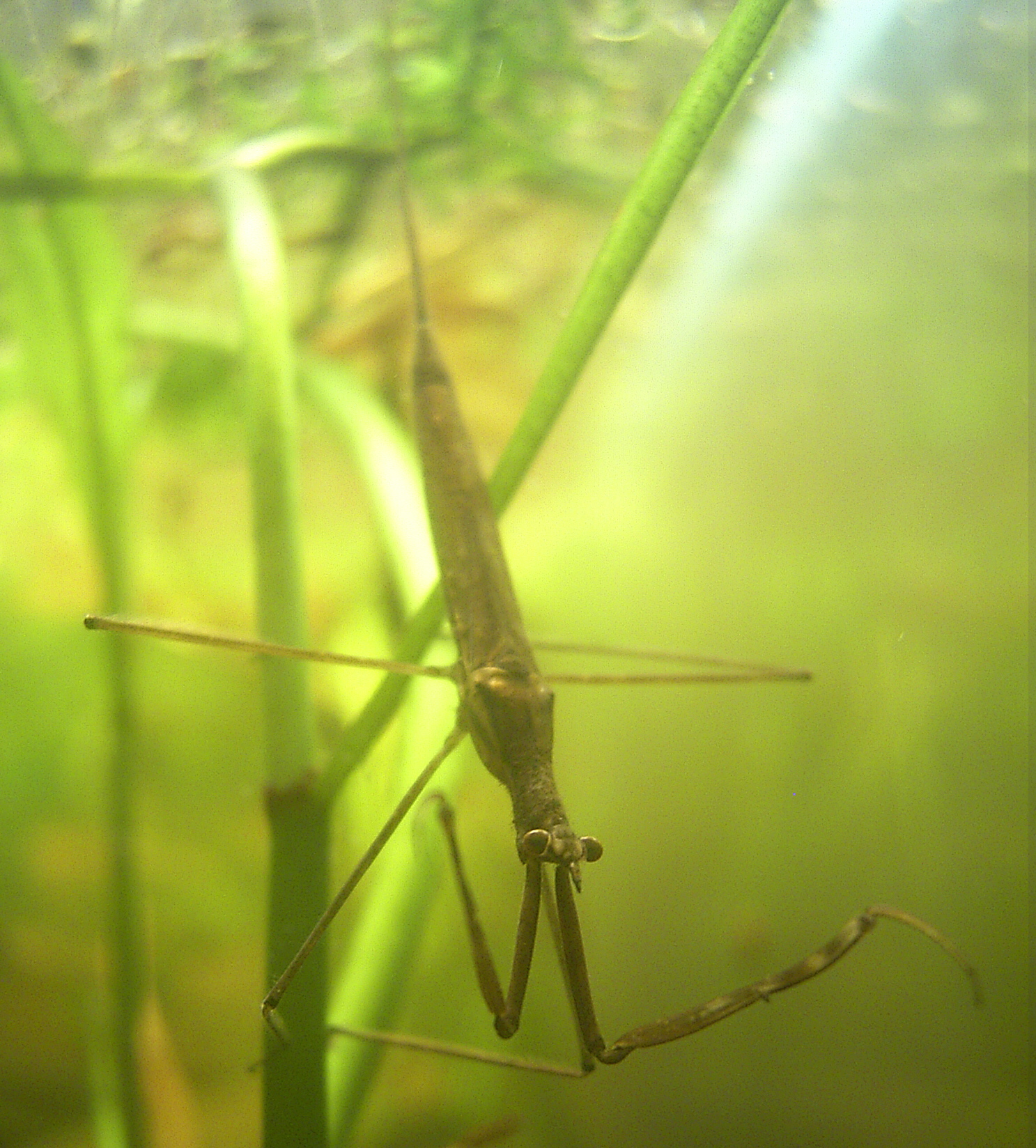
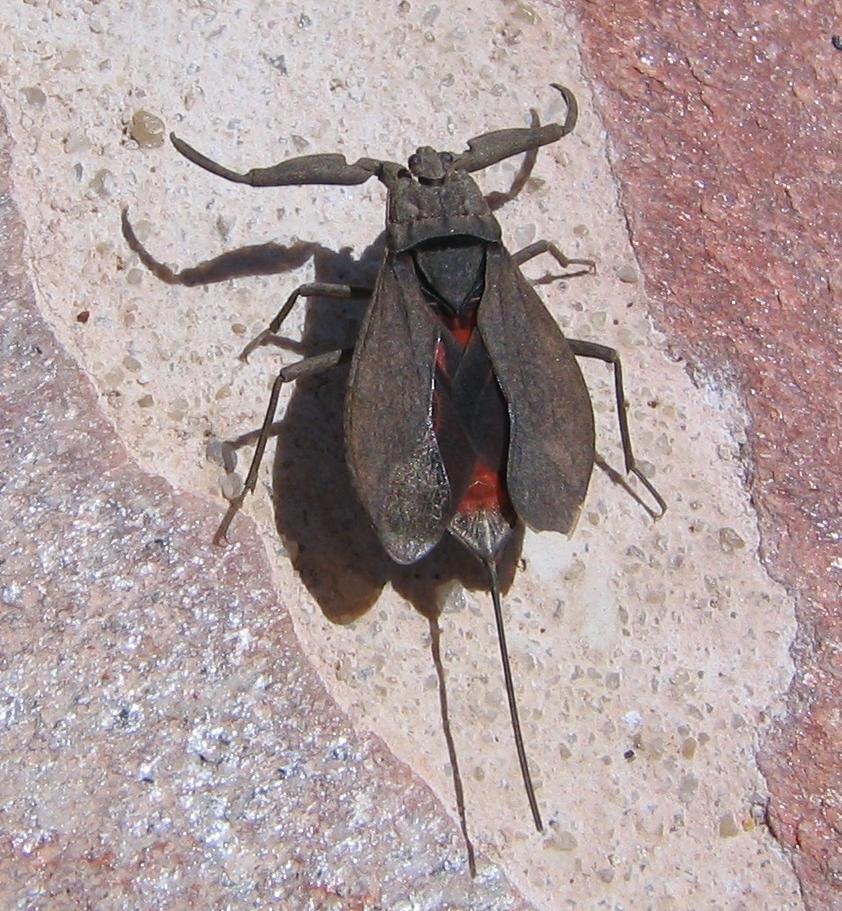
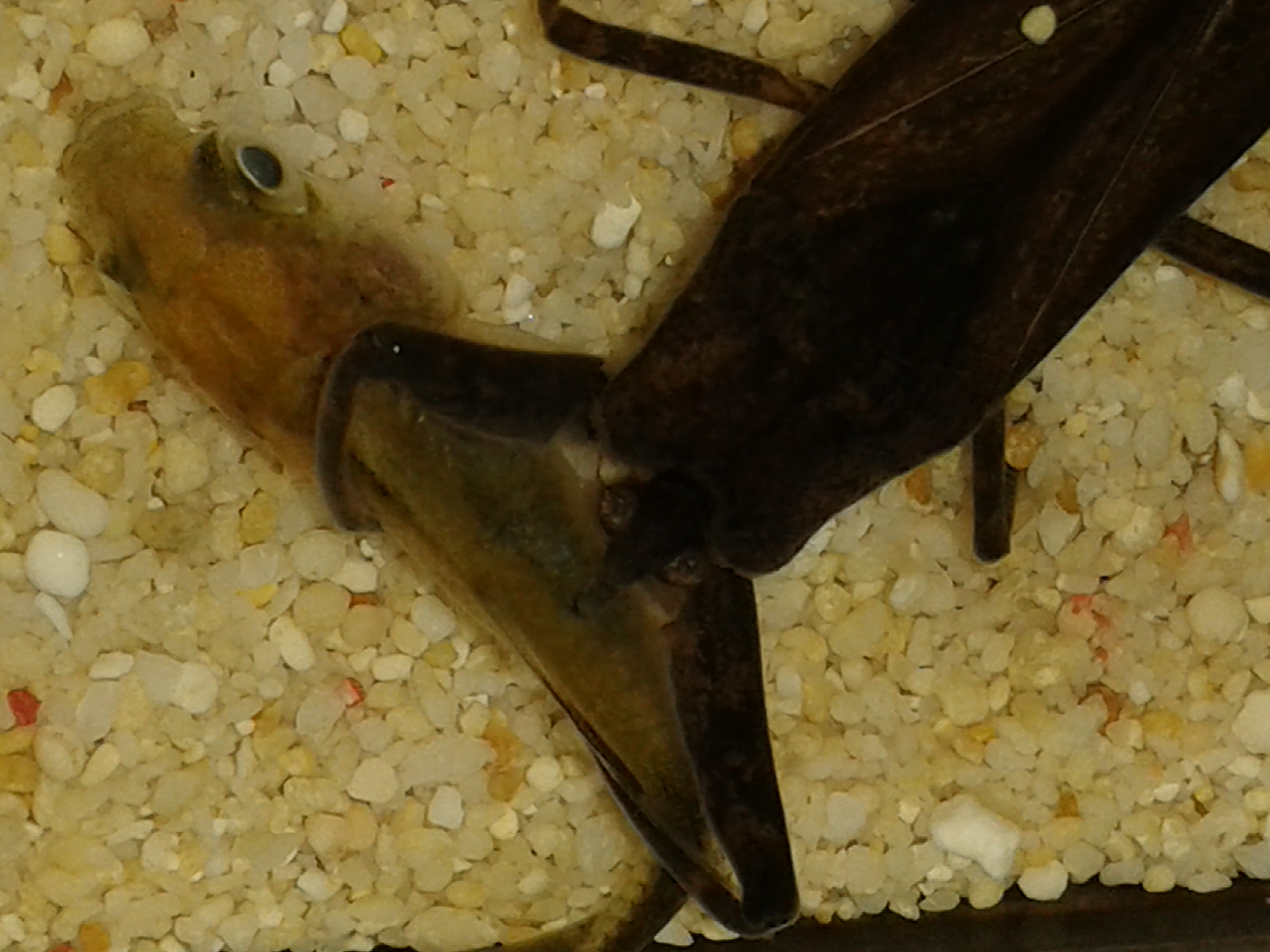
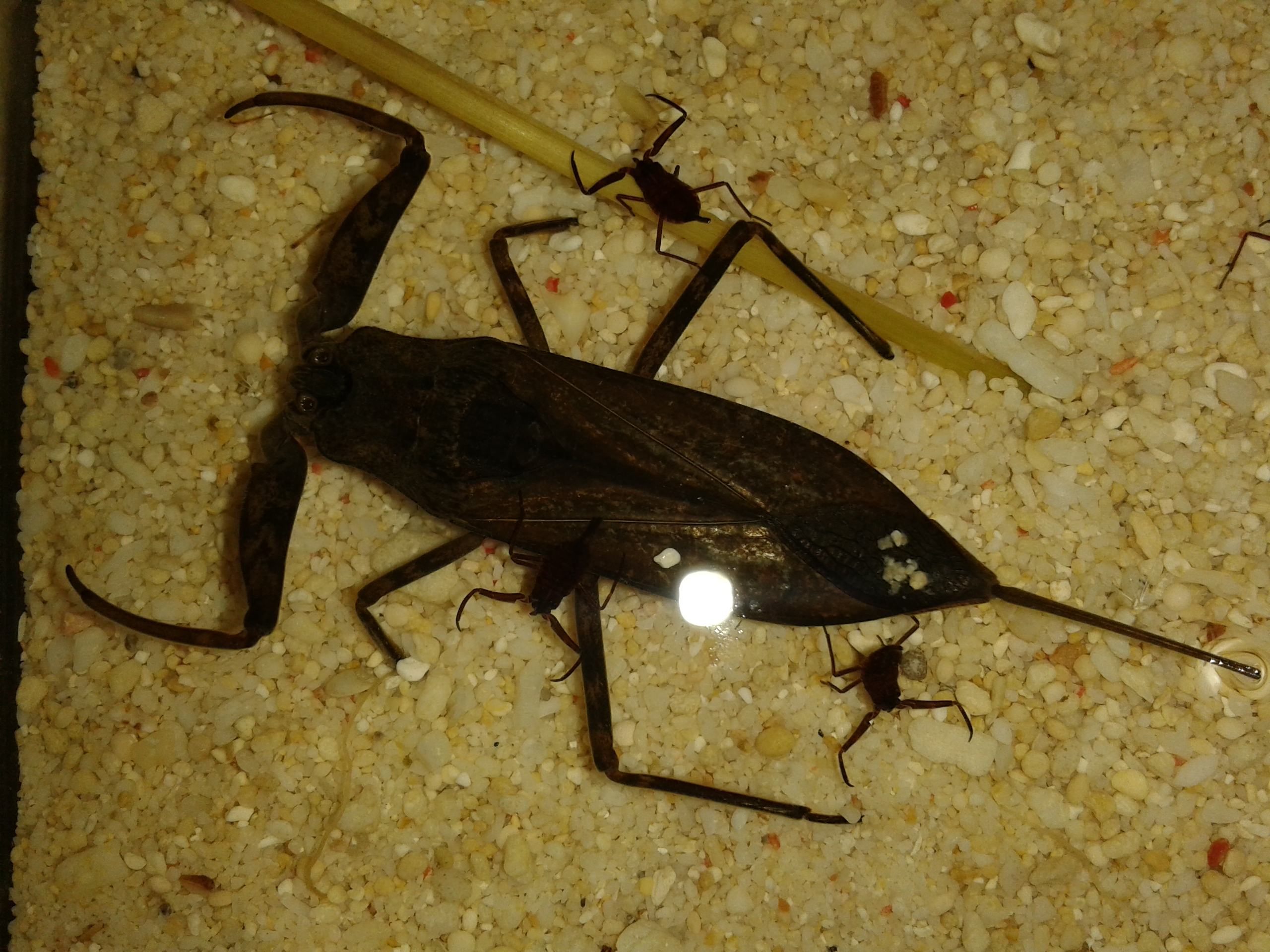